# Paul Winckler (Kaufmann)

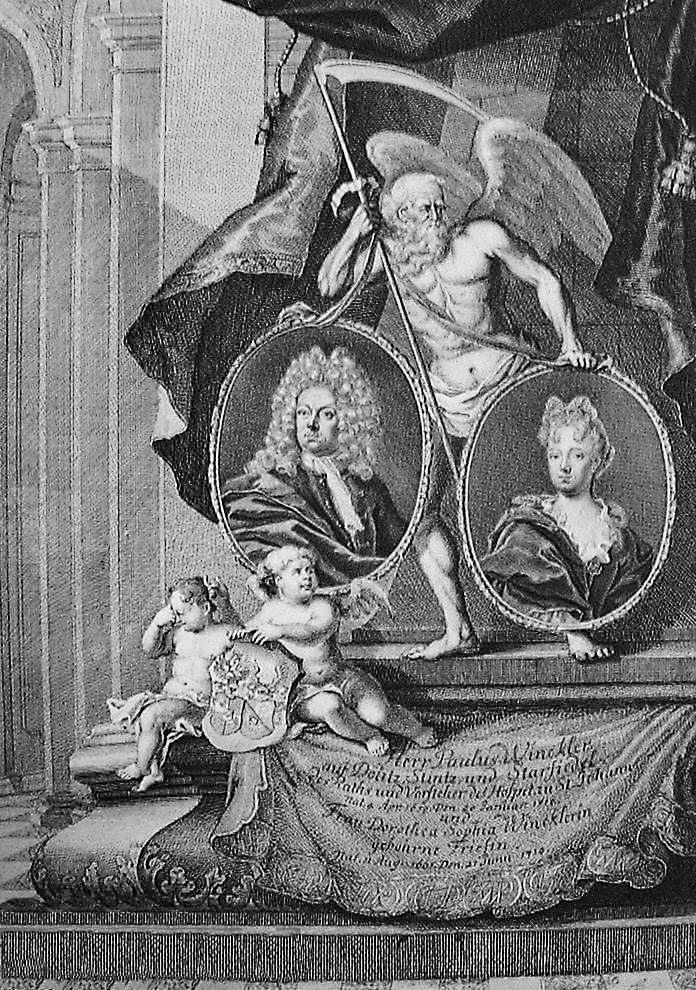
Gedenkblatt für Paul Winkler und seine Frau

Paul Winckler, eigentlich Winckler von Dölitz (* 4. April 1659 in Leipzig; † 20. Januar 1710 ebenda) war ein Leipziger Kaufmann und Ratsherr sowie Vorsteher des Johannishospitals.

## Leben
Er war der jüngste Sohn des Kaufmanns und Leipziger Ratsherrn Andreas Winckler, der gemeinsam mit seinem Großvater, dem Kaufmann Georg Winckler, am 25. November 1650 durch den Namenszusatz von Dölitz aufgrund geleisteter Kriegsdienste von Kaiser Ferdinand III. in Wien in den Reichsadelsstand erhoben worden ist. Sie erhielten das Privilegium Denominandi, von dessen Anwendung von Paul Winckler kein Gebrauch gemacht wurde.
Nach dem Tod des Vaters im Jahre 1675 einigte er sich mit seinen beiden älteren Brüdern über die Aufteilung des ererbten väterlichen Besitzes. Er übernahm das Dorf Starsiedel mit allen Pertinenzien, beispielsweise die Einnahmen aus Erbzinsen und Belehnungen sowie aus der Verpachtung der Dorfschenke. Außerdem war Paul Winckler Mitbelehnter der zum Rittergut Dölitz seines älteren Bruders Georg Winckler gehörigen Gehölzen.
Wie sein Vater und Großvater wurde er Mitglied des Rates der Messestadt Leipzig. Zunächst war er Stadtfähnrich im Grimmaischen Viertel, später Ratsherr in Leipzig. Außerdem wurde er zum Vorsteher des Johannishospitals ernannt.
Als er im Januar 1710 starb, wurde er mit großer öffentlicher Anteilnahme beigesetzt. Die dazu gehaltene Leichenpredigt erschien in Druck und erhielt im Anschluss zahlreiche Trauergedichte von Verwandten und Freunden.

## Familie
Paul Winckler heiratete im Jahre 1681 Dorothea Sophie geborene Friese (1665–1710). Aus dieser Ehe gingen die fünf Söhne Paul, Andreas, Georg, Friedrich Wilhelm und Johann Ernst hervor.